# Familia O'Doherty
La familia Doherty (en irlandés: Clann Ua Dochartaig, Ó Dochartaigh o Ní Dhochartaigh) es un clan irlandés con sede en el condado de Donegal, en el norte de la isla de Irlanda.
Al igual que los clanes en otras culturas, los clanes irlandeses como los Dohertys se dividen en muchos septs y familias regionales. En la actualidad, hay 140 variaciones notables en la ortografía del nombre Ó Dochartaigh, del cual Doherty (con o sin el "Ó") es la anglicización más común.

## Convenciones de nombres
| Masculino     | Hija            | Esposa (largo)       | Esposa (corto)  |
| ------------- | --------------- | -------------------- | --------------- |
| Ó Dochartaigh | Ní Dhochartaigh | Bean Uí Dhochartaigh | Uí Dhochartaigh |

## Orígenes
Los Dohertys llevan el nombre de Dochartach (siglo X), un miembro de la dinastía Cenél Conaill que, en la genealogía medieval irlandesa, se remonta a Niall de los nueve rehenes (véase Uí Néill).
Los jefes posteriores del clan, elegidos por el tanistry bajo las Leyes Brehon, fueron llamados Señores de Inishowen, ya que fueron expulsados de su territorio original en el área del valle de Laggan del actual Donegal, en el vacío dejado por el final de la regla Meic Lochlainn en la península más norteña de la isla de Irlanda.